# Route nationale 586
Pour les articles homonymes, voir Route nationale 586 (homonymie).
La route nationale 586 était une route nationale française reliant Balsièges à Palavas-les-Flots. Elle traversait les départements de l'Hérault, du Gard et de la Lozère situés tous trois dans la région Occitanie. Étant trop peu fréquentée pour une nationale, elle a été déclassée en RD 986 sur toute sa longueur à la suite de la réforme de 1972.
Elle a été aménagée en 2×2 voies entre Montpellier et Palavas-les-Flots, Montpellier et Saint-Gély-du-Fesc et sur une partie du tronçon commun avec la départementale 999 entre Ganges et Saint-André-de-Majencoules (Pont-d'Hérault).
Des déviations ont été construites autour des villes de Saint-Martin-de-Londres et Saint-Gély-du-Fesc.

## Parcours
Principales villes et intersections :
- N 106 Balsièges (km 0) ;
- D 44 Sauveterre (km 11) ;
- D 907 Sainte-Enimie (km 18) ;
- D 63 Hures-la-Parade (km 35) ;
- D 996 Meyrueis (km 47) ;
- D 18 Mont Aigoual (km 72) ;
- D 48 L'Espérou (km 74) ;
- D 10 Valleraugue (km 94) ;
- D 999 Saint-André-de-Majencoules (Pont-d'Hérault) (km 109) ;
- D 999 D 4 Ganges (km 120) ;
- D 108 Saint-Bauzille-de-Putois (km 126) ;
- D 32 Saint-Martin-de-Londres (km 139) ;
- D 68 Saint-Gély-du-Fesc (km 153) ;
- D 65 Montpellier-nord (km 159) ;
- N 109 N 112 N 113 Montpellier-centre (km 163) ;
- A 9 Montpellier-sud (km 167) ;
- D 172 Lattes (km 169) ;
- D 185 Palavas-les Quatre-Vents (km 173) ;
- D 62 Palavas-les-Flots (km 176).

## Sites remarquables sur cette route
- Montpellier ;
- Causse de Sauveterre ;
- Gorges du Tarn ;
- Causse Méjean ;
- Aven Armand ;
- Causse Noir ;
- Abîme de Bramabiau ;
- Mont Aigoual ;
- Gorges de l'Hérault ;
- Grotte des Demoiselles.